# Chamoux-sur-Gelon
Chamoux-sur-Gelon é uma comuna francesa na região administrativa de Auvérnia-Ródano-Alpes, no departamento da Saboia. Estende-se por uma área de 10.63 km². Em 2010 a comuna tinha 964 habitantes (densidade: 90,7 hab./km²).